# Gladicosa bellamyi
Gladicosa bellamyi là một loài nhện trong họ Lycosidae.
Loài này thuộc chi Gladicosa. Gladicosa bellamyi được Willis J. Gertsch & Alfred Russel Wallace miêu tả năm 1937.